# ديوغو أندرادي
ديوغو أندرادي هو لاعب كرة قدم برتغالي في مركز الوسط، ولد في 23 يوليو 1985 في لشبونة في البرتغال. شارك مع منتخب البرتغال تحت 16 سنة لكرة القدم ومنتخب البرتغال تحت 17 سنة لكرة القدم ومنتخب البرتغال تحت 18 سنة لكرة القدم ومنتخب البرتغال تحت 19 سنة لكرة القدم. أما مع النوادي، فقد لعب مع ستاد لافال وفيهرين ساندانسكي ونادي آسيريسكا ونادي بورتيمونينسي ونادي بورنموث ونادي فارزيم ويو تي أي أراد.

## وصلات خارجية
- ديوغو أندرادي على موقع قاعدة بيانات كرة القدم.إي يو (الإنجليزية)
- ديوغو أندرادي على موقع Soccerway.com (الإنجليزية)
- ديوغو أندرادي على موقع عالم كرة القدم.نت (الإنجليزية)